# Кериаанткари
Кериаанткари (груз. ქერიაანთკარი) — село в Грузии, в муниципалитете Душети края Мцхета-Мтианети. 

## География
Село расположено в центральной части края, в 21 километре по прямой к юго-востоку от центра муниципалитета Душети. Высота центра — 920 метров над уровнем моря.

## Население
По данным переписи населения 2014 года, в селе проживало 13 человек.
| Год  | Население |
| ---- | --------- |
| 2002 | 23        |
| 2014 | 13        |